# Maksymilian Bartsch
Maksymilian Bartsch (ur. 21 lutego 1892 w Bartodziejach, zm. po 1945) – polski polityk, działacz społeczny, samorządowiec, rolnik, poseł V kadencji Sejmu w latach 1938–1939, kawaler Orderu Virtuti Militari.

## Życiorys
Urodził się w rodzinie właściciela ziemskiego Teodora i Julianny z Krügerów. Miał brata Leona (1888–1975), z zawodu rzeźnika. Po ukończeniu gimnazjum humanistycznego w Wągrowcu pracował w rolnictwie do 1914. Działał społecznie w kółkach rolniczych.
Po wybuchu I wojny światowej, w sierpniu 1914 został wcielony armii niemieckiej. Służył m.in. w 17 pułku artylerii lekkiej w Bydgoszczy. W 1916 awansował na starszego sierżanta i został skierowany do Hamburga na trzymiesięczny kurs oficerski, który ukończył z wynikiem bardzo dobrym. 30 listopada 1916 awansował na stopień podporucznika. W szeregach 149 Pułku Piechoty walczył podczas bitwy pod Verdun. 30 grudnia 1918 został zdemobilizowany i powrócił w rodzinne strony.
Uczestniczył w powstaniu wielkopolskim. Podczas powstania dowodził 2 kompanią wągrowiecką, a później III batalionem 4 Pułku Strzelców Wielkopolskich. W ramach tego batalionu walczył również w wojnie polsko-bolszewickiej, podczas której został ranny w czasie odwrotu pod Prużanami, później przez krótki okres dowodził rezerwowym 362 Pułkiem Piechoty i batalionem zapasowym 58 Pułku Piechoty.
Zdemobilizowany w 1921, w stopniu kapitana, powrócił do pracy w rolnictwie, w dzierżawionym majątku Ochodza pod Wągrowcem, był sędzią pokoju. W okresie międzywojennym Maksymilian Bartsch był aktywnym działaczem społecznym na terenie Wielkopolski. Udzielał się w działalności organizacji społecznych powstańców wielkopolskich jako członek Zarządu Głównego Towarzystwa Powstańców Wielkopolskich i członek Związku Powstańców Wielkopolskich, członek honorowy Towarzystwa byłych Czwartaków (prezes w latach 1922–1925 i w 1930) i członek zarządu Koła Oficerów Rezerwy. Przewodniczył także lokalnym kółkom rolniczym, radzie nadzorczej spółdzielni mleczarskiej, był prezesem spółki melioracyjnej Strażewo – Cieśla i Związku Plantatorów Buraka Cukrowego, zasiadał też w radzie nadzorczej Spółdzielni Rolniczo-Handlowej „Rolnik”. Działał również w organach samorządu terytorialnego jako członek Wydziału Powiatowego w Wągrowcu.
Do Sejmu V kadencji wszedł jako kandydat z okręgu wyborczego nr 98 (Gniezno) i zasiadał w klubie Obozu Zjednoczenia Narodowego, uczestniczył w pracach komisji zdrowia publicznego i opieki społecznej oraz komunikacyjnej. Poseł Bartsch walczył w wojnie obronnej Polski, dostał się do niewoli niemieckiej, z której został zwolniony, a następnie działał w podziemiu jako oficer Armii Krajowej. W 1940 miał miejsce jego fikcyjny pogrzeb w Warszawie. Maksymilian Bartsch zaginął w 1945.

## Rodzina
Maksymilian Bartsch był żonaty z Heleną Zwierzyńską, z którą miał córkę Krystynę Helenę (ur. 1922) i syna Stanisława Teodora (ur. 1926).

## Ordery i odznaczenia
- Krzyż Srebrny Orderu Wojskowego Virtuti Militari nr 1572 (13 kwietnia 1921)[5]
- Krzyż Niepodległości (20 lipca 1932)[6][3]
- Krzyż Walecznych (dwukrotnie[3]: po raz drugi w 1921[7])
- Złoty Krzyż Zasługi (22 grudnia 1928)[8][3]
- Medal Pamiątkowy za Wojnę 1918–1921[9]
- Medal Dziesięciolecia Odzyskanej Niepodległości[9]
- Odznaka Pamiątkowa Frontu Litewsko-Białoruskiego[9]
- Krzyż Żelazny II klasy (Cesarstwo Niemieckie)[3]